# 中华巨咽吸虫
中华巨咽吸虫（学名：Macropharynx chinensis）为同盘科巨咽属的动物。在中国大陆，分布于福建等地，营寄生生活，宿主黄牛以及寄生于瘤胃。该物种的模式产地在福建。